# كريس كولينز
كريس كولينز (مواليد 21 يناير 1960) هو ملاكم غرينادي، مثّل بلاده في الألعاب الأولمبية الصيفية في دورتي 1984 و1988.

## روابط خارجية
كريس كولينز على موقع أوليمبيديا (الإنجليزية)